# Bota Ili
Bota Ili is een wilde vrouw in de mythologie van het Kedang-volk uit oostelijk Indonesië. Ze woont op een bergtop. Ze is volledig behaard en heeft lange, spitse nagels. Ze kan vuur maken door met haar achterste tegen een steen te wrijven en ze bereidt slangen en hagedissen op het vuur. 
Op een dag ziet de held Wata Rian de rook en beklimt de berg. Hij wacht Bota Ili op, en als ze hem ontdekt wil ze dat hij uit de boom komt zodat ze hem dood kan bijten. Wata Rian is niet bang en dreigt zijn hond op haar af te sturen, waarna ze samen vuur maken en het eten bereiden.
Bota Ili drinkt zoveel wijn, dat ze in slaap valt. Wata Rian scheert haar haren en ontdekt dat het een vrouw is en uiteindelijk trouwen ze.